# قائمة البنوك في الهند
هذه قائمة البنوك في الهند.

## البنوك الرئيسية (القطاع العام)
- بنك ألهباد
- بنك اندرا
- بنك بارودا
- بنك الهند
- بنك ماهاراشترا
- بنك الكنارة
- بنك الدولة الهندي

## بنوك القطاع الخاص
- بنك اكسز
- بنك باندهان
- البنك الكاثوليكي السوري
- بنك الـ دي سي بي